# Classe Agosta
Pour les articles homonymes, voir Agosta.
La classe Agosta est un type de sous-marin d'attaque à propulsion classique de conception française des années 1970.
Une version améliorée, baptisée Agosta 90B, a été développée pour l'exportation dans les années 1990, et vendue à la marine pakistanaise.
Leur successeur au sein du fabricant DCNS (Naval Group) est la classe Scorpène, sous-marin d'attaque conventionnel destiné à l'exportation.

## Historique

### Sous-marins français
Quatre unités de la classe Agosta ont été construites à l'arsenal de Cherbourg pour les forces sous-marines de la Marine nationale française dans le cadre de la loi-programme de 1970-1975. Désarmés entre 1997 et 2001, ils ont été les derniers sous-marins à propulsion classique de la marine française. Ils ont été remplacés en France par la classe Rubis à propulsion nucléaire.

Le dernier de la série, l’Ouessant, a été réarmé en 2005, après des travaux à l'arsenal de Brest, pour être prêté puis cédé à la Marine royale malaisienne. Celle-ci, qui a acheté deux sous-marins type Scorpène au consortium DCNS/IZAR, l'utilise pour former ses équipages depuis la base navale de Brest, avec le concours de la société NAVFCO. La formation terminée en 2011, la Malaisie convoie le bâtiment sur barge et le transforme en navire musée.

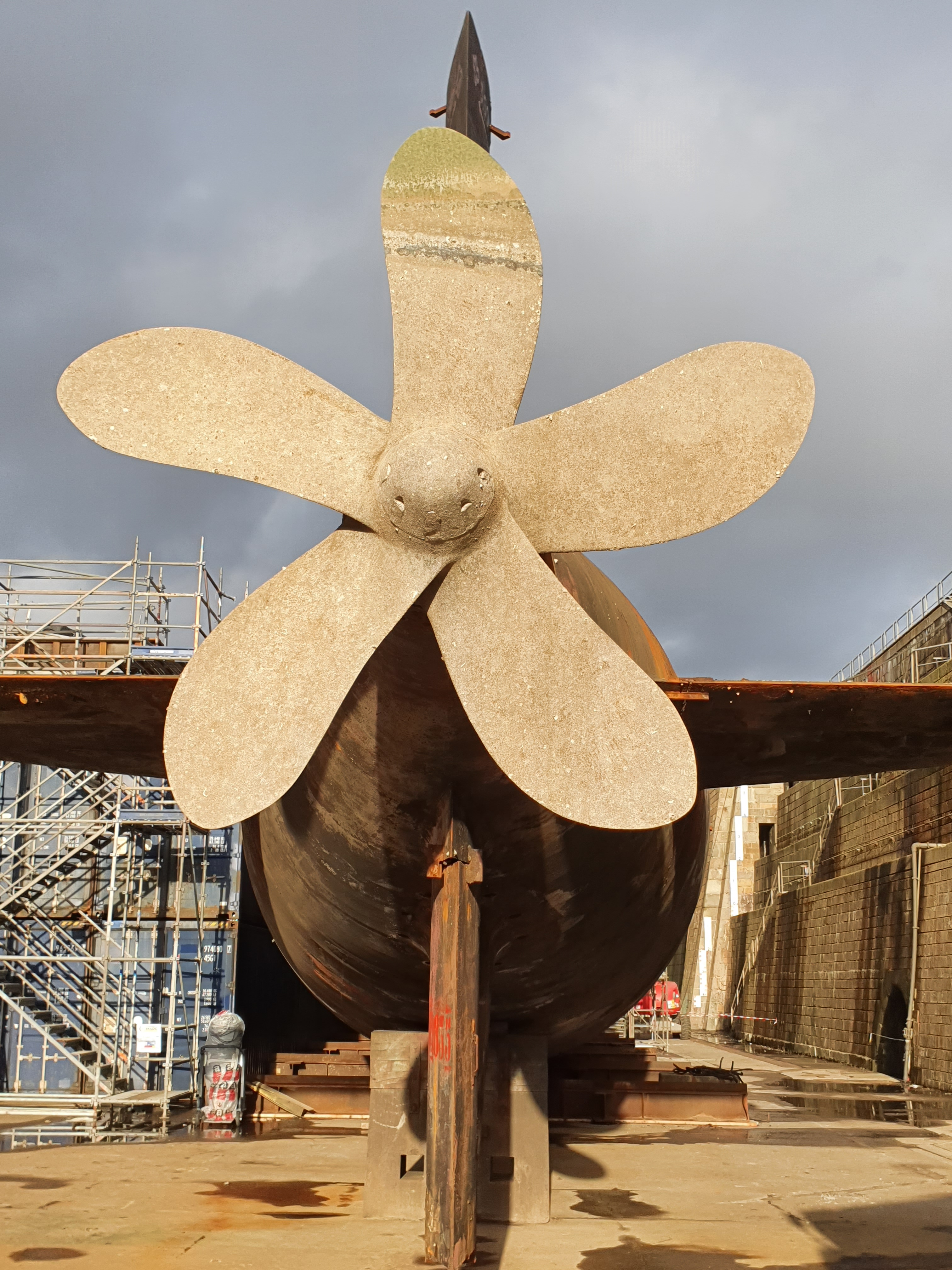
Sous-marin Agosta en forme de radoub à Brest (en 2021).

La coque de l'Agosta sert quant à elle dans les années 2010 comme caisson de choc pour les expérimentations menées par la direction générale de l'Armement à Toulon.
En août 2019, Navaleo – filiale de l'entreprise Les Recycleurs bretons – obtient le marché de déconstruction des sous-marins Agosta, Bévéziers et La Praya qui sera réalisée d'ici à 2022 aux chantiers navals de Brest.
L'hélice de la dernière coque déconstruite a été cédée à la Région Bretagne par le service de Soutien de la Flotte de la Marine Nationale en avril 2022. Elle est maintenant exposée dans le parc du siège du Conseil régional de Bretagne, à Rennes.

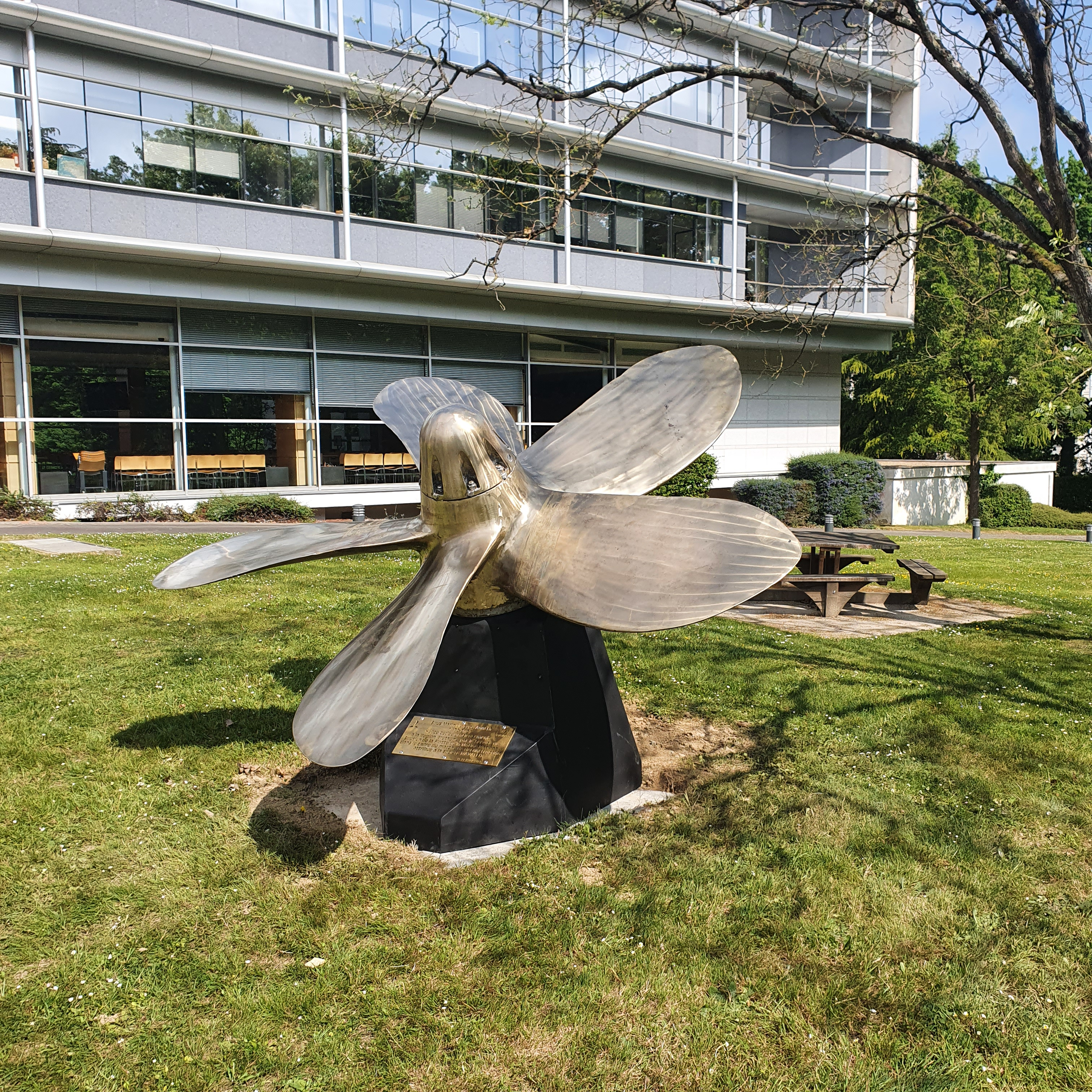
Hélice de propulsion du sous-marin Agosta, devant le conseil régional de Bretagne (en 2022).

 Elle a propulsé le sous-marin Agosta de 1977 à 1997, avant l'arrivée dans la flotte des sous-marins à propulsion nucléaire. Cette hélice de 2 tonnes est en bronze, elle comporte 5 pales et mesure de 2,7 m de diamètre.

### Sous-marins espagnols
La marine espagnole a construit, avec l'aide technique française, quatre Agosta au début des années 1980 en utilisant l'équipement électronique français et les torpilles françaises L5, F17 et E18.

### Sous-marins pakistanais
Le Pakistan a acheté, en 1978, deux exemplaires, à l'origine destinés à la Marine sud-africaine, mais frappés d'embargo en raison de la politique d'apartheid. Par la suite, la Marine pakistanaise a commandé trois Agosta 90B, qui ont été vendus pour 825 millions d'euros en 1994. Il semble que ce contrat ait fait l'objet de rétrocommission (affaire des frégates d'Arabie saoudite et des sous-marins du Pakistan). Le premier de la série (Agosta 70) a été construit par DCNS à Cherbourg ; les deux autres ont été assemblés à Karachi, avec l'assistance technique française. Le dernier, le S139, a été directement équipé du moteur AIP de type Mesma (Module d'Énergie Sous-Marine Anaérobie). Les autres l'ont reçu au cours d'une refonte en 2004.

## Caractéristiques
Plus grands que les navires de la classe Daphné, les Agosta ont été étudiés pour accomplir des missions à longue distance. Les sources de bruit, extérieures et intérieures, ont été réduites dans toute la mesure du possible. Notamment les apparaux de coque sont rétractables et effacés à la mer. Amélioration notable par rapport aux Daphné, les tubes lance-torpilles, au nombre de quatre, sont à rechargement rapide à la mer. Ils peuvent lancer indifféremment des torpilles de 550 mm (norme française) ou 533 mm (norme britannique) de diamètre, des missiles à changement de milieu Exocet SM39 ou des mines.

### Agosta 90B (Mesma)
Différences par rapport à l'Agosta :
- longueur 76,24 m (allongement de 9 m)
- déplacement porté à 1 730 tonnes en surface et 1 980 tonnes en plongée
- coque en acier 80 HLES : immersion maximale 320 m
- Système de combat : SUBTICS de UDSI (désormais DCNS), Sonar actif TSM 2253
- emport d'armes : 16
- équipage : 36 hommes
- Énergie-propulsion : 2 groupes électrogènes SEMT Pielstick 16 PA 4 de 850 kW et un moteur auxiliaire MESMA de 200 kW
- l'autonomie en plongée profonde est multipliée par 5

## Sous-marins
| Pays     | no coque | Nom          | Construction      | Lancement         | Chantier                                          | Mise en service   | Désarmement                                                       | Destin |
| -------- | -------- | ------------ | ----------------- | ----------------- | ------------------------------------------------- | ----------------- | ----------------------------------------------------------------- | --- |
| France   | S 620    | Agosta       | 1er novembre 1972 | 19 octobre 1974   | Cherbourg                                         | 28 juillet 1977   | 1997                                                              | Coque utilisée pour des essais de chocs à Toulon ; En démantèlement à Brest depuis 2021                   |
| France   | S 621    | Bévéziers    | 17 mai 1973       | 14 juin 1975      | Cherbourg                                         | 29 juillet 1977   | 1998                                                              | En attente de démantèlement à Brest (2009-2020) ; Démantelé à Brest (2020-2021).                          |
| France   | S 622    | La Praya     | 1974              | 15 mai 1976       | Cherbourg                                         | 9 mars 1978       | 2000                                                              | En attente de démantèlement à Brest (2009-2020) ; Démantelé à Brest (2020-2021).                          |
| France   | S 623    | Ouessant     | 1974              | 23 octobre 1976   | Cherbourg                                         | 27 juillet 1978   | 2001                                                              | Prêté puis cédé à la Marine royale malaisienne comme sous-marin d'entraînement, puis transformé en musée. |
| Espagne  | S-71     | Galerna      |                   | 12 mai 1981       |                                                   | 21 janvier 1983   |                                                                   | |
| Espagne  | S-72     | Siroco       | 27 novembre 1978  | 2 décembre 1982   |                                                   | 12 mai 1983       | 26 juin 2012,                                                     | En attente de démantèlement à l'arsenal de Carthagène (es) depuis 2012.                                   |
| Espagne  | S-73     | Mistral      | 30 mai 1980       | 4 novembre 1984   |                                                   | 6 juin 1985       | dernière mission :10 juin 2020/retrait officiel : 27 février 2021 | En attente de démantèlement à l'arsenal de Carthagène (es) depuis 2020.                                   |
| Espagne  | S-74     | Tramontana   |                   | 30 novembre 1984  |                                                   | 27 janvier 1986   |                                                                   | Retrait officiel: 16 février 2024                                                                         |
| Pakistan | S 135    | Hashmat (en) | 15 septembre 1976 | 4 décembre 1977   | Chantiers Dubigeon-Chantier naval de Karachi (en) | 17 février 1979   |                                                                   | |
| Pakistan | S 136    | Hurmat (en)  | 18 septembre 1977 | 1er décembre 1978 | Chantiers Dubigeon-Chantier naval de Karachi (en) | 18 février 1980   |                                                                   | |
| Pakistan | S 137    | Khalid (en)  | 15 juillet 1995   | 18 décembre 1998  | Cherbourg                                         | 6 septembre 1999  |                                                                   | |
| Pakistan | S 138    | Saad (en)    | 6 juin 1998       | 24 août 2002      | Chantier naval de Karachi (en)                    | 12 décembre 2003  |                                                                   | |
| Pakistan | S 139    | Hamza (en)   | 1er mars 1997     | 10 août 2006      | Chantier naval de Karachi (en)                    | 23 septembre 2008 |                                                                   | |

Les sous-marins espagnols mettent en œuvre les torpilles de type DTCN F17, F-17 MODII, E-18 et DTCN L5. Après prolongation de leur service, ils doivent être remplacés par la Classe S-80, dont la mise en service est prévue en 2022.
Les sous-marins pakistanais Khalid (S137) , Saad (S138) et Hamza (S139) sont de type Agosta 90B, une variante fortement modernisée.

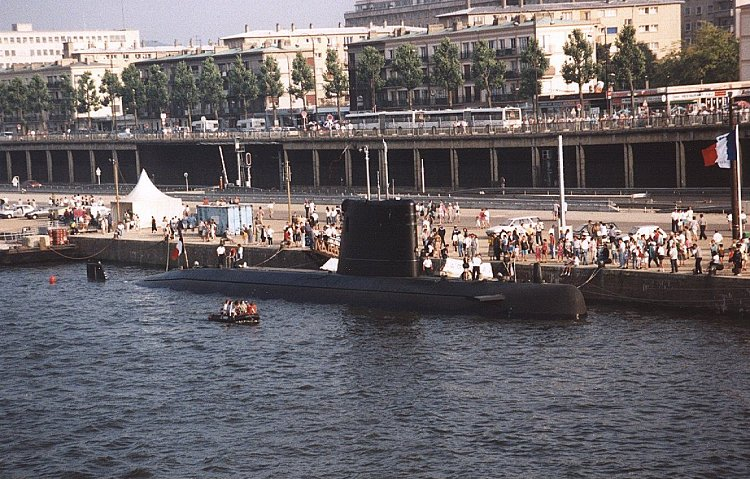
L'Agosta en escale à Rouen en 1994.
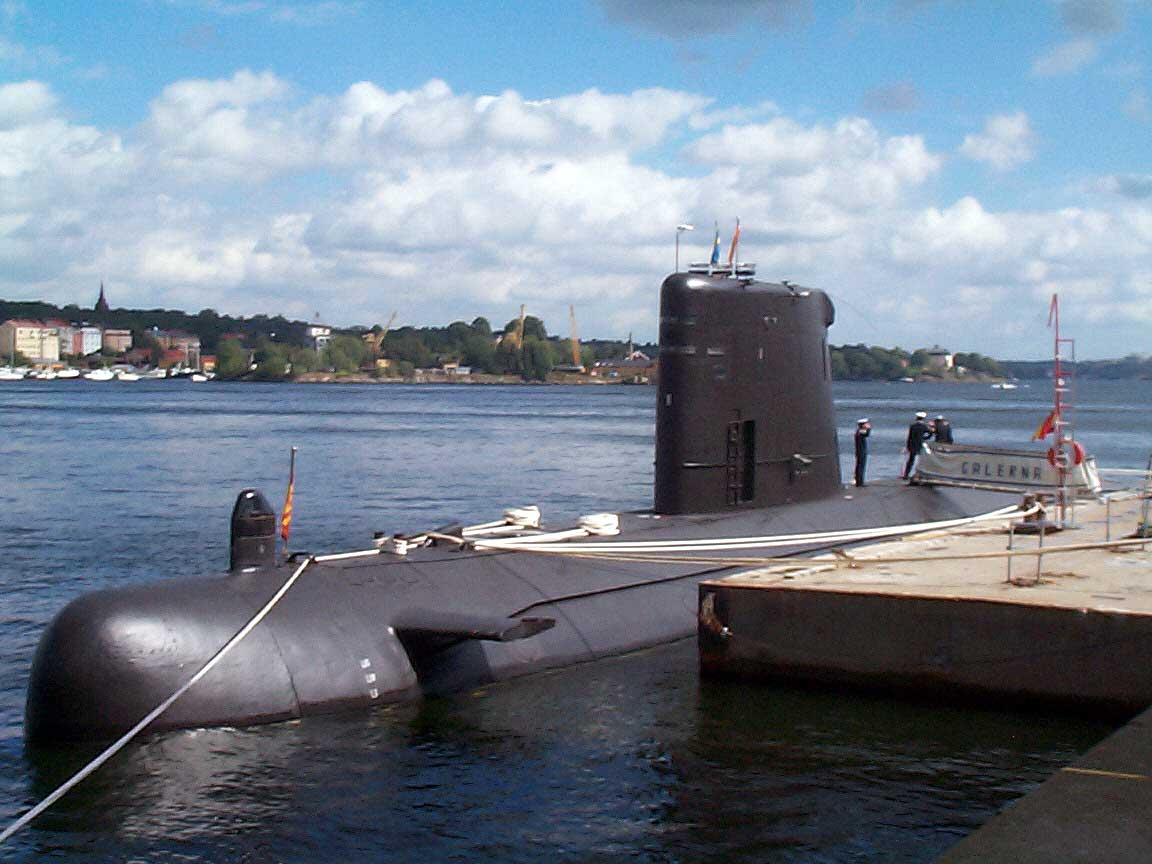
Le Galerna (S71).
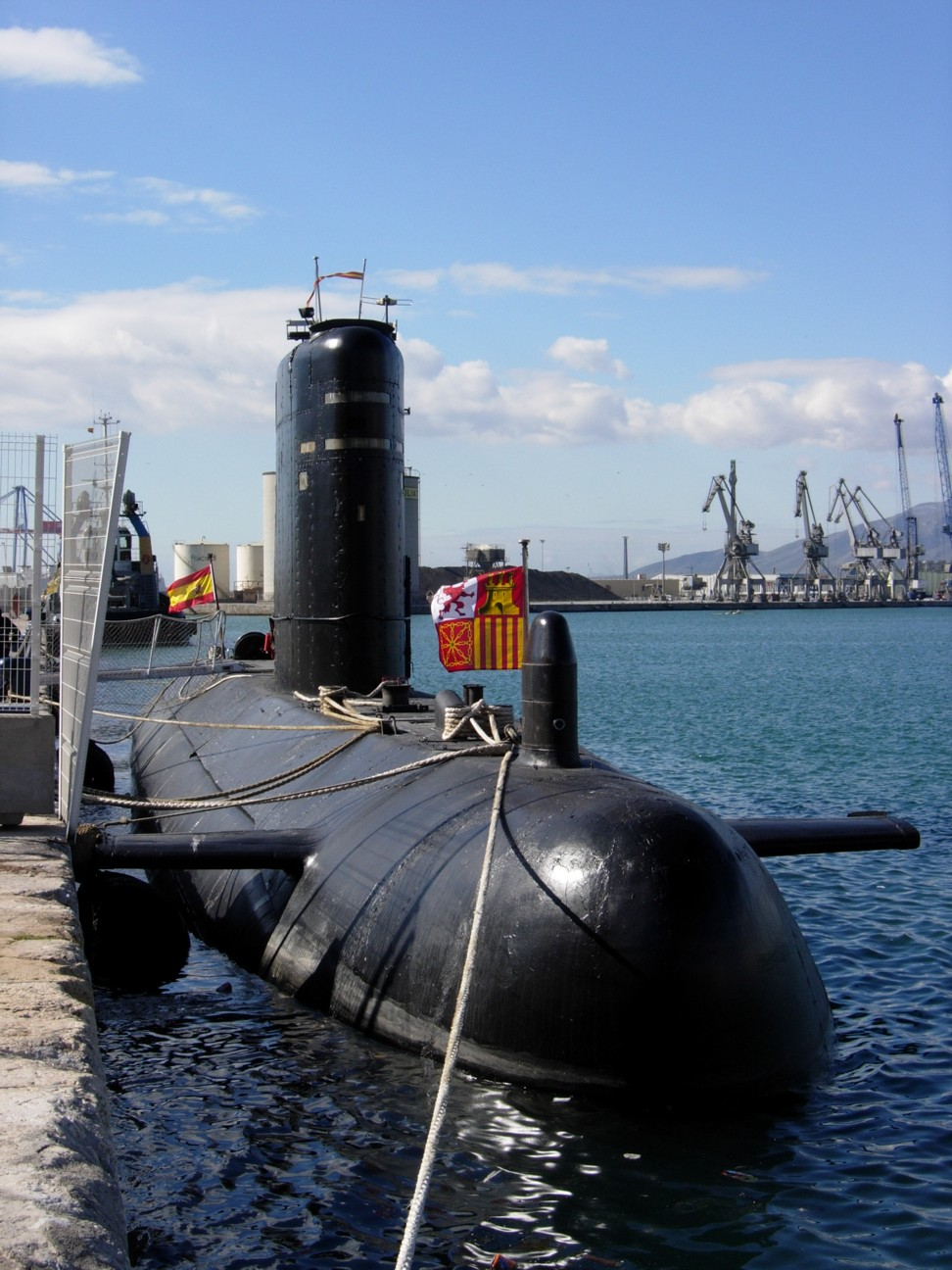
Le Tramontana (S74) en 2005.